# Marek Jasiński (chirurg)
Marek Józef Jasiński (ur. 1963) – polski chirurg, profesor nauk medycznych.

## Życiorys
W 1987 r. ukończył studia medyczne w Śląskiej Akademii Medycznej w Katowicach,  w 1995 r. obronił pracę doktorską pt. Analiza zastosowania zastawki mechanicznej w chirurgicznym leczeniu aktywnego zapalenia wsierdzia pod kierunkiem prof. Stanisław Wosia, w 2004 r.  otrzymał habilitację za rozprawę Zastawki bezstentowe w leczeniu wady ujścia aortalnego. Prospektywna ocena porównawcza przerostu lewej komory i hemodynamiki po zastosowaniu zastawki bezstentowej i innych rodzajów protez zastawkowych na podstawie rezonansu magnetycznego i badań echokardiograficznych. W 2012 r. uzyskał tytuł profesora nauk medycznych.
Pracuje na stanowisku profesora w Instytucie Chorób Serca na Wydziale Lekarskim Uniwersytetu Medycznego im. Piastów Śląskich we Wrocławiu, oraz należy do Rady Dyscypliny Naukowej - Nauk Medycznych UMW.
Był adiunktem w II Katedrze i Klinice Kardiochirurgii na Wydziale Lekarskim Śląskiego Uniwersytetu Medycznego w Katowicach.